# Бушер
Бушер (на персийски: بوشهر) е град в югозападната част на Ислямска република Иран, разположен на брега на Персийския залив. Отстои на около 400 km южно от Техеран. Градът е с население 223 504 души (2016 г.) и е административен център на остан (област) Бушер. Пристанището на Бушер е с голямо стопанско значение за държавната икономика.
Бушер е основан през 1736 година от Надер Шах. Преди това носи името Реешер и е седалище на несторианската експанзия през 5 век. През 1763 г. персийският владетел Карим Хан предоставя на Британската източноиндийска компания правото да построи база и търговски пост там. Използва се като база от Британския военноморски флот в края на 18 век. Окупиран е от британските войски през 1856 г. по време на англо-персийската война от 1856 – 1857 г. Британците завладяват града на 9 декември 1856 г., както и през 1915 г. В града има арабски и африкански малцинства.
На 12 km от града се намира атомна електроцентрала, работата по която започва през 70-те години на 20 век от германския концерн Сименс, но прекъсва през 1979 г. Така от двата реактора единият остава завършен на 50%, а другият – на 85%. През 1995 г. е сключено споразумение с Русия за оказване на индустриална помощ при изграждането на електроцентралата.